# هوارد جي. ماكوراي
هوارد جي. ماكوراي هو أستاذ جامعي وسياسي أمريكي، ولد في 3 مارس 1901 في مونت هوب في الولايات المتحدة، وتوفي في 14 أغسطس 1961 في ألباكركي في الولايات المتحدة. نشط حزبياً في الحزب الديمقراطي. وقد انتخب عضو مجلس النواب الأمريكي ‏.